# Csehország közigazgatása
Csehország közigazgatásilag 14 kerületre (csehül kraj) és 76 járásra (okres) oszlik.

## Története
A közigazgatás NUTS 3-as regionális egysége Csehországban a kerület. A szó jogi értelemben az első Csehszlovák Köztársaság óta létezik, azonban értelme többször jelentős változáson ment keresztül.
A kerületek létrejötte 1948-ban történt meg, amikor megszüntették a megyerendszert és a Csehszlovákia szövetségi felosztását (Csehország, Morvaország, Szilézia, Szlovákia). Ekkor összesen 13 kerületet hoztak létre: Prágai (26 járás), České Budějovice-i (15), Plzeňi (13), Karlove Vary-i (9), Ústí nad Labem-i (13), Libereci (11), Hradec Králové-i (14), Pardubicei (12), Jihlavai(13), Brnói (18), Olomouci (12), Gottwaldovi (11), Ostravai (11) kerület.
Mai értelmében a „kerület” szó kettős jelentésű:
- Magasabb területi egységek (lakossági intézmény közösségi együttműködésben), melyet a 347/1997-es törvény szabályoz.
- Területi egységek (az állam területi egységei, részei), melyeket a 36/1960-as törvény határoz meg.

A kerületek önrendelkezési jogát az 1997-es, míg területi egységét az 1960-as törvény szabályozza.

## Kerületek
| Dél-csehországi kerület Dél-morvaországi kerület Hradec Králové-i kerület Karlovy Vary-i kerület Közép-csehországi kerület Libereci kerület Morva-sziléziai kerület Olomouci kerület Pardubicei kerület Plzeňi kerület Prága Ústí nad Labem-i kerület Vysočina kerület Zlíni kerület |

| Név (Cseh név)                                  | Jel | Székhely         | Népesség (fő) | Népsűrűség (fő/km²) | Terület (km²) | Járások száma | Községek száma | Térkép                                                 |
| ----------------------------------------------- | --- | ---------------- | ------------- | ------------------- | ------------- | ------------- | -------------- | ------------------------------------------------------ |
| Prága főváros (Hlavní město Praha)              | A   | Prága            | 1.233.211     | 2.486               | 496,03        | 1             | 1              | Prága főváros kerület fekvése Csehországon belül       |
| Közép-csehországi kerület (Středočeský kraj)    | S   | Prága            | 1.230.691     | 112                 | 11.014,73     | 12            | 1.146          | A Közép-csehországi kerület fekvése Csehországon belül |
| Plzeňi kerület (Plzeňský kraj)                  | P   | Plzeň            | 569.627       | 75                  | 7.561,08      | 7             | 501            | A Plzeňi kerület fekvése Csehországon belül            |
| Karlovy Vary-i kerület (Karlovarský kraj)       | K   | Karlovy Vary     | 308.403       | 93                  | 3.314,55      | 3             | 132            | A Karlovy Vary-i kerület fekvése Csehországon belül    |
| Ústí nad Labem-i kerület (Ústecký kraj)         | U   | Ústí nad Labem   | 835.891       | 157                 | 5.334,53      | 7             | 354            | Az Ústí nad Labem-i kerület fekvése Csehországon belül |
| Libereci kerület (Liberecký kraj)               | L   | Liberec          | 437.325       | 138                 | 3.162,96      | 4             | 215            | A Libereci kerület fekvése Csehországon belül          |
| Hradec Králové-i kerület (Královéhradecký kraj) | H   | Hradec Králové   | 554.520       | 117                 | 4.758,38      | 5             | 448            | A Hradec Králové-i kerület fekvése Csehországon belül  |
| Pardubicei kerület (Pardubický kraj)            | E   | Pardubice        | 515.185       | 114                 | 4.518,59      | 4             | 451            | A Pardubicei kerület fekvése Csehországon belül        |
| Vysočina kerület (Kraj Vysočina)                | J   | Jihlava          | 515.411       | 76                  | 6.795,63      | 5             | 704            | A Vysočina kerület fekvése Csehországon belül          |
| Dél-csehországi kerület (Jihočeský kraj)        | C   | České Budějovice | 636.328       | 63                  | 10.056,88     | 7             | 623            | A Dél-csehországi kerület fekvése Csehországon belül   |
| Dél-morvaországi kerület (Jihomoravský kraj)    | B   | Brünn            | 1.147.146     | 159                 | 7.196,3       | 7             | 673            | A Dél-morvaországi kerület fekvése Csehországon belül  |
| Olomouci kerület (Olomoucký kraj)               | M   | Olmütz           | 642.137       | 122                 | 5.266,77      | 5             | 398            | Az Olomouci kerület fekvése Csehországon belül         |
| Morva-sziléziai kerület (Moravskoslezský kraj)  | T   | Ostrava          | 1.250.255     | 230                 | 5.426,98      | 6             | 299            | A Morva-sziléziai kerület fekvése Csehországon belül   |
| Zlíni kerület (Zlínský kraj)                    | Z   | Zlín             | 591.412       | 149                 | 3.963,54      | 4             | 304            | A Zlíni kerület fekvése Csehországon belül             |

A népességi adatok 2008. december 31-re vonatkoznak.